# Циммерман, Клеменс фон

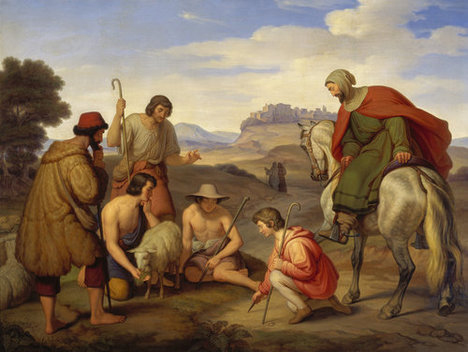
Чимабуэ и юный Джотто, 1841

Клеменс фон Циммерман (нем. Clemens von Zimmermann; 8 ноября 1788, Дюссельдорф — 25 января 1869, Мюнхен) — немецкий художник, педагог, профессор Мюнхенской академии художеств. Представитель «дюссельдорфской школы» живописи.

## Биография
С 1804 года обучался в Дюссельдорфской академии художеств. Через два года, вслед за своим учителем Иоганном фон Лангером перешёл в Мюнхенскую академию художеств.
В 1815 году отправился в Аугсбург, где был назначен профессором и директором королевской художественной школы (ныне Аугсбургский университет прикладных наук).
В Мюнхене с 1825 года выполнял заказы баварских королей Людвига I и Максимилиана II Йозефа, украшал своими полотнами и фресками королевские резиденции и музеи (в том числе Старую Пинакотеку), а также церкви.
Десять лет спустя Циммерман стал профессором Мюнхенской академии художеств. Среди его известных учеников Фридрих Карл Майер.
Вместе с коллегами Готлибом Гассеном, Иоганном Хильтеншпергером и Евгением Наполеоном Нойройтером создал фрески для коридоров Старой пинакотеки по эскизам Петера фон Корнелиуса. Эта работа длилась почти десять лет.
С 1846 по 1865 год фон Циммерманн был директором Баварской королевской центральной галереи. Член Мюнхенской ассоциации христианского искусства.
Сын Юлий Циммерман (1824–1906), художник.
Похоронен в Мюнхене на Старом южном кладбище, вместе с Карлом Роттманном и Фридрихом Людвигом фон Скеллем.